# Stazione di Gisors
La stazione di Gisors (in francese Gare de Gisors) è una stazione ferroviaria situata nel comune di Gisors, nel dipartimento dell'Eure.

## Storia
La stazione fu attivata il 4 ottobre 1868.

## Movimenti
La stazione è servita dai treni della linea J del Transilien.